# Maciejów (Zabrze)
Maciejów (niem. Mathesdorf) – zachodnia dzielnica miasta Zabrze, granicząca od zachodu z Gliwicami. Znajduje się w niej m.in. zabytkowy Zespół szybu Maciej – udostępniony do zwiedzania kompleks budynków dawnej Kopalni Węgla Kamiennego Concordia z I połowy XX wieku. W nim restauracja „Szyb Maciej”. W północnej części dzielnicy otwarte, letnie „Kąpielisko Leśne”.